# Сертифікат на експорт об’єктів культури
Сертифікат на експорт об’єктів культури — міжнародна стандартна форма реєстрації культурних цінностей, що експортуються. Сертифікат на експорт об’єктів культури  було розроблено Секретаріатами Організації Об’єднаних Націй з питань освіти, науки і культури (ЮНЕСКО) та Всесвітньої митної організації (ВМО) ,які співпрацюють у боротьбі з незаконним обігом культурних цінностей.
Детальний опис переміщуваної через кордон культурної цінності, наданий у 20 полях-боксах сертифікату, дозволяє однозначно ідентифікувати об’єкт культури, на який видано сертифікат, отже запобігти ризику незаконного вивезення з країни культурних цінностей, заборонених до вивезення, або викрадених, чи таких, що перебувають у розшуку. Сертифікат на експорт об’єктів культури (Model export certificate for cultural objects) як інструмент контролю за циркуляцією культурних цінностей через кордони рекомендований ЮНЕСКО та ВМО в якості міжнародного стандарту, що допомагає країнам удосконалити контроль за експортом об’єктів культури  і полегшити роботу митних службовців.
Джерела
1. ↑  UNESCO - WCO Model export certificate for cultural objects (PDF) (англі1йською) .